# Hieronim Adam Poniński
Hieronim (Jarosz) Adam Jarosław Poniński herbu Łodzia (ur. 1630, zm. przed 16 sierpnia 1702 roku) – poseł, kasztelan rogoziński i gnieźnieński, starosta babimojski, starosta kopanicki w 1686 roku.

## Rodzina
Syn Aleksandra i Anny Zakrzewskiej herbu Wyssogota. Miał 2 siostry: Marianna, poślubiła Krystyna Kierskiego, kasztelana rogozińskiego, Dorota poślubiła Jana Psarskiego.
Poślubił Teresę Chociszewską, dziedziczkę dóbr Witkowice. Z małżeństwa urodziła się córka Barbara, późniejsza żona Jana Pawła Gembickiego (zm. 1713), kasztelana nakielskiego oraz 4 synów: Adam (zm. 1732), kasztelan poznański; Franciszek (1676–1740), starosta kopanicki i stolnik poznański, Karol Samuel (1675–1727), sufragan poznański; Władysław (zm. 1731), starosta wschowski, referendarz wielki koronny.
Hieronim Adam Poniński był założycielem tzw. starościańskiej linii Ponińskich, która uzyskała tytuł książęcy.

## Pełnione urzędy
W młodości walczył przeciw najazdom szwedzkim u boku Stefana Czarnieckiego. Od 1676 był cześnikiem wschowskim. Piastował urząd starosty kopanickiego i wschowskiego. W swych posiadłościach majątkowych ziemskich był Psarsk i Żydów.
W latach 1692–1697 pełnił obowiązki kasztelana rogozińskiego. W latach 1697–1702 był kasztelanem gnieźnieńskim.
Poseł sejmiku średzkiego na sejm 1683 roku, sejm 1685 roku.
W 1674 roku był elektorem Jana III Sobieskiego z województwa poznańskiego.